# 阿尔塞县
阿爾塞县（西班牙語：Provincia de Arce），是玻利維亞的县份，位於該國東南部，屬於塔里哈省的一部分，县府設於帕德卡亞，面積4,910平方公里，2001年人口52,570，人口密度每平方公里10.7人。该城镇得名于曾担任玻利维亚总统的政治家阿尼塞托·阿爾塞。